# Gerlachsdorf (Haßberge)
Gerlachsdorf ist eine Wüstung bei Königsberg in Bayern im unterfränkischen Landkreis Haßberge in Bayern. Der Ort wurde 1504 als Gerlesdorff bezeichnet.